# Essig- & Senffabrik Ph. Leman

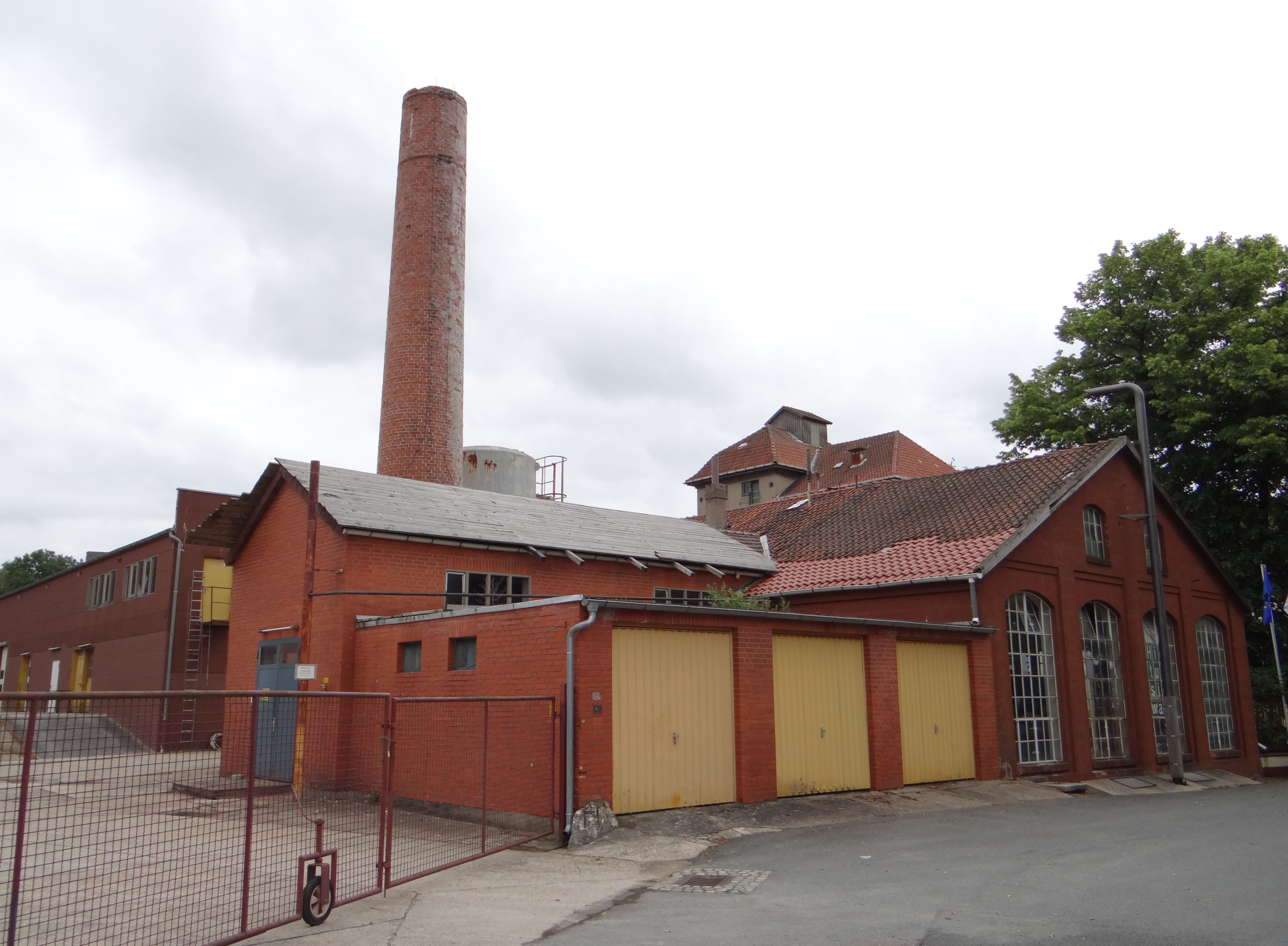
Senffabrik Leman

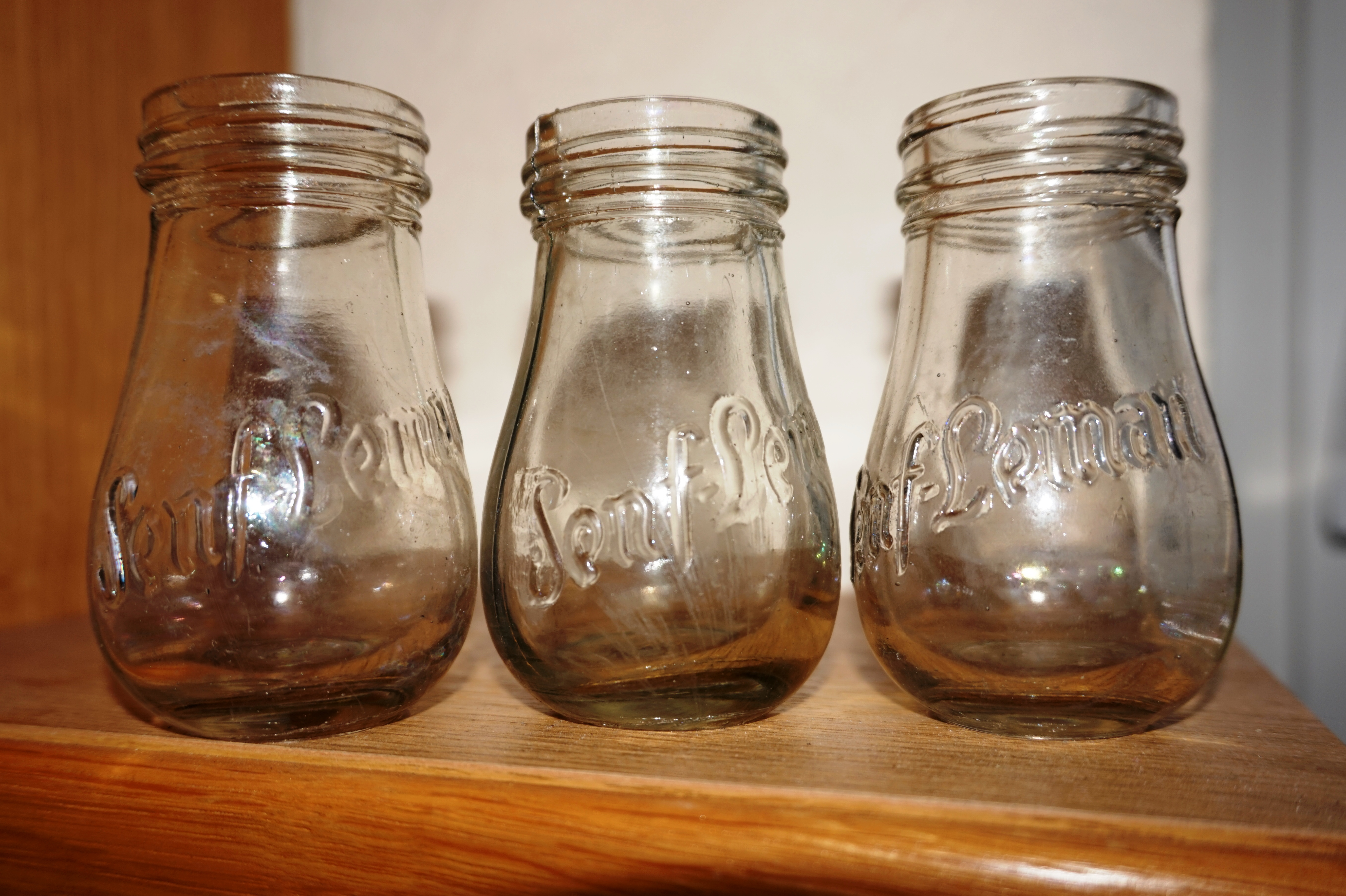
Senf Leman Gläser – Bodenfunde in Birkholz (Bernau bei Berlin)

Die Leman GmbH & Co. KG (bis 2009: Essig- & Senffabrik Ph. Leman GmbH) in Eystrup war ein Hersteller von Senf, Essig und Pflanzenölen.

## Geschichte
Das Unternehmen wurde 1809 von Johann Ludwig Leman gegründet. Als Rittmeister zog er seinerzeit gegen die Truppen Napoleons und brachte auf diesem Wege das in der damaligen Zeit in deutschen Landen noch weitgehend unbekannte Senf-Rezept mit. Zunächst als Ein-Mann-Betrieb gestartet, verkaufte sich der Eystruper Leman-Senf so gut, dass die Firma recht schnell wuchs. Bereits 1873 konnte ein neuer Standort für die industrielle Fertigung errichtet werden; der Betrieb erhielt seine erste Dampfmaschine.
Das Kaiserliche Patentamt führte am 1. Oktober 1891 das „Deutsche Reichs-Gebrauchsmuster“ ein. Ab diesem Zeitraum erhielten die Leman Senfgläserböden diese Prägung.
Ferner wurde neben Senf auch bereits selbst Essig nach dem Orléans-Verfahren hergestellt. In den Jahren 1913 bis 1915 wurde der jetzige Standort in Eystrup bezogen. Die Fabrik erhielt Gleisanschluss zur An- und Abfuhr der Rohwaren und Fertigprodukte sowie eine moderne Dampfmaschine zur Stromerzeugung. Dieser Dampfgenerator ist noch heute vorhanden und steht unter Denkmalschutz. Ebenso wurde eine moderne Essig-Fabrik, die nach dem Fesselverfahren arbeitete, errichtet. Noch heute sind diese denkmalgeschützten Anlagen vorhanden und die Ph. Leman GmbH ist einer der noch wenigen Essighersteller, die den Essig mit diesem natürlichen biologischen Verfahren herstellen. Dieses Verfahren, bei dem die Essig-Maische über Buchenholzspäne rieselt, auf denen die Essigbakterien sitzen und diese in Essig umwandeln, ist ein schonendes Verfahren und verleiht dem Essig einen besonderen, milden Geschmack.
Ebenfalls wurde die Senfproduktion ausgeweitet, und so konnte der Eystruper Senf bis nach Südamerika exportiert werden. Ferner wurde an diesem Standort auch eine Ölmühle (Mühle der Senffabrik Leman) errichtet, die heute ebenfalls noch voll funktionsfähig existiert. Hier wurden und werden Raps und Senf verpresst. Das bekannte Rüböl (Rapsöl) wird als kaltgepresste Spezialität noch heute angeboten. Da hier die Senfsaat ebenfalls schonend verpresst wird, hat der Eystruper Senf auch heute noch einen Geschmack, der ihn von anderen Herstellern unterscheidet.
Im Jahre 2007 wurde die Fa. Arthur Höhne in Bremen übernommen. Hierbei handelte es sich um einen Essighersteller sowie einen Großhandel für Senf, Ketchup und weitere Feinkostartikel sowie Sauerkonserven. Im Jahre 2009 kam es zur Insolvenz der Firma nach 200-jährigem Bestehen mit Weiterführung der Produktion während der Insolvenz, nachfolgend der Erwerb der Firma durch den Unternehmer Siegfried Heidorn und die Fortsetzung der Produktion als Leman GmbH & Co. KG.
Bis 2024 war die Leman GmbH & Co. KG ein unabhängiger Betrieb und die letzte eigenständige Essig- und Senffabrik in Niedersachsen. Zum 1. Juli 2024 wurde die Produktion eingestellt.

## Produkte
Bis 2024 stellte die Firma Leman GmbH & Co. KG – neben gewöhnlichem Senf in verschiedenen Verpackungen – etwa 20 Senfspezialitäten und viele Essigspezialitäten sowie einige Pflanzenöle her.

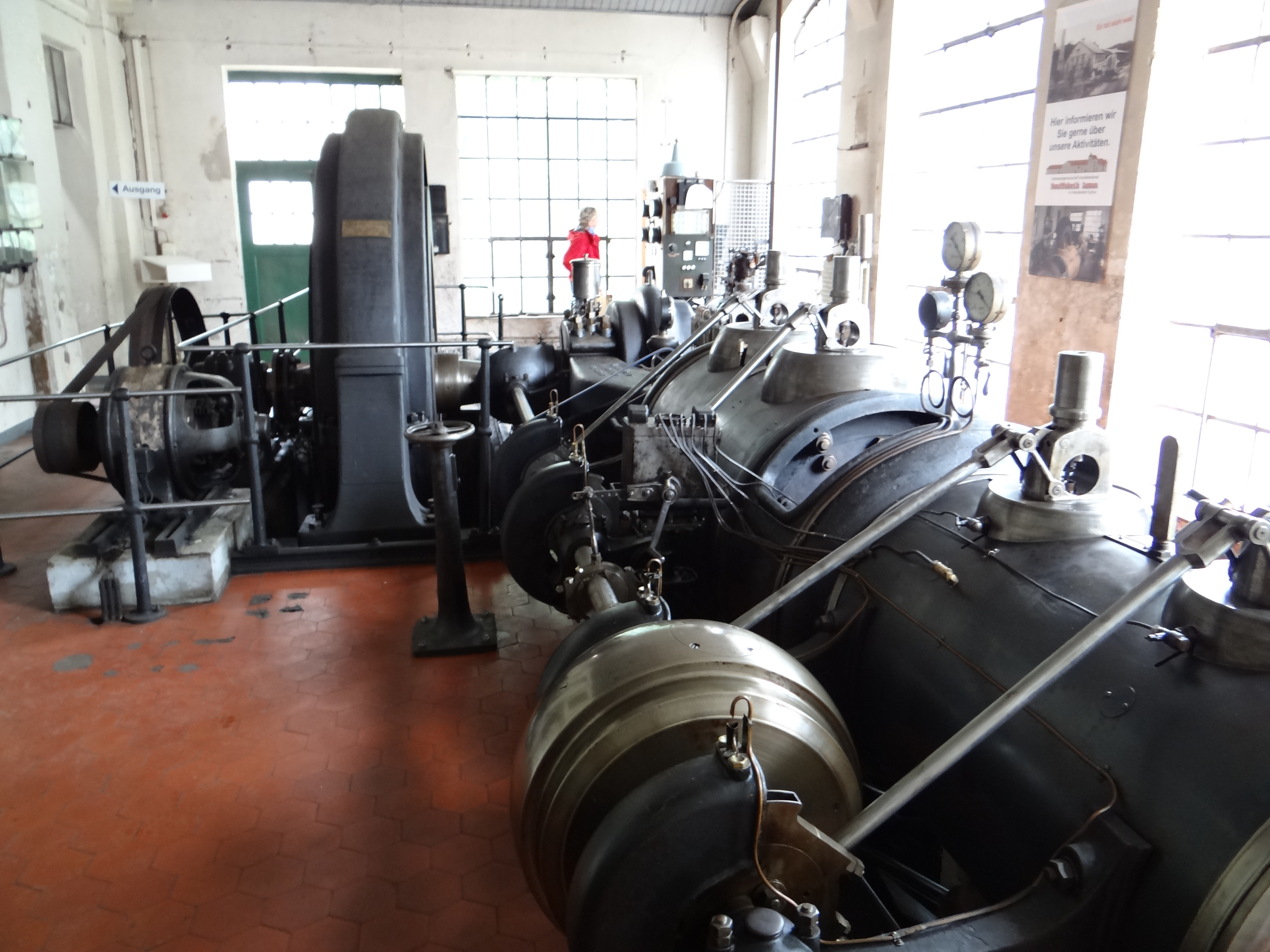
Dampfmaschine und Generator

## Industriedenkmal
2011 gründete sich eine Interessengemeinschaft Industriedenkmal Senffabrik Leman mit dem Ziel, die historische Dampfmaschine wieder in Betrieb zu nehmen und der Öffentlichkeit zugänglich zu machen.
Denkmalgeschützt (siehe auch Liste der Baudenkmale in Eystrup) sind folgende Gebäude und Anlagen aus dem frühen 20. Jahrhundert:
- Das Verwaltungsgebäude von um 1915,
- das Fabrikgebäude von 1915 mit Reservebehälter,
- die Werkstatt mit Satteldach sowie historischer Schmiedeeinrichtung und diverse, zum Teil ältere Werkzeuge,
- das Kesselhaus von um 1910 mit Satteldach, historischer Kesselanlage mit einem liegenden, ummauerten Kessel, Befeuerungseinrichtung und sonstige zugehörige Technik sowie mit Schornstein,
- das Maschinenhaus von 1914,
- die Mühle von 1915,
- das Silo von 1916 in Beton mit 6-Zellen und Mansarddach,
- das nicht denkmalgeschützte Krafthaus, dessen Dach 2014 saniert wurde, der Außen- und Innenbereichs folgte 2015; die Dampfpumpe wurde 2017 saniert.